# Marvel Comics
Marvel Comics is een Amerikaanse uitgever van comics – een Amerikaanse vorm van stripverhalen – gepubliceerd door Marvel Entertainment. Het bedrijf heeft als bijnaam The House of Ideas (het ideeënhuis). Dit vanwege de vele strips en stripseries die het bedrijf uitbrengt.
Het bedrijf werd in 1939 opgericht door Martin Goodman onder de naam Timely Comics. In de jaren 50 en 60 begon het bedrijf met het produceren van strips over superhelden. Tegenwoordig is het bedrijf gevestigd in New York en heeft het daar meerdere vestigingen.
Een van de bekendste medewerkers van het bedrijf was bedenker Stan Lee. Beroemde (voormalige) medewerkers zijn Jack Kirby, Steve Ditko, Dick Ayers, Jim Mooney, Jim Starlin, Chris Claremont, John Byrne, Sal Buscema, John Buscema, Jim Lee, Avi Arad, Marc Silvestri, Joe Madureira en Larry Lieber, de jongere broer van Stan Lee.
Op 31 december 2009 nam The Walt Disney Company Marvel Entertainment over voor 4,24 miljard dollar.

## Geschiedenis

### Timely Comics
Martin Goodman richtte in 1939 de uitgeverij Timely Comics op, die later zou uitgroeien tot Marvel Comics. Goodman was voorheen uitgever van pulp-tijdschriften, met name Western.
Timely's eerste publicatie, Marvel Comics #1 (Oktober 1939), bevatte het eerste verhaal waarin de superheld Human Torch te zien was, evenals de schurk Namor the Sub-Mariner. Van het tijdschrift werden 80.000 exemplaren verkocht, waarna Goodman besloot een tweede exemplaar te laten drukken. Deze verscheen in november 1939. Hiervan werden ook 80.000  exemplaren van verkocht.
De eerste redacteur van Timely comics was schrijver/tekenaar Joe Simon. Hij werkte samen met Jack Kirby aan enkele van de bekendste personages van Timely Comics, waaronder Captain America. Van Captain America Comics #1, dat in maart 1941 verscheen, werden een miljoen exemplaren verkocht.
Hoewel de andere personages van Timely Comics niet zo bekend werden als Namor, Human Torch en Captain America, zijn sommige tot vandaag de dag in de strips van Marvel te zien. Voorbeelden hiervan zijn de Whizzer, Miss America, de Destroyer, de originele Vision, en de Angel.

### Atlas Comics
Na de Tweede Wereldoorlog stortte de markt voor strips over superhelden grotendeels in. Goodman stopte daarom met de publicatie van superheldenverhalen en focuste zich meer op een groter arsenaal aan thema’s. Zo liet hij strips maken over horror, western, humor, drama en misdaadverhalen. De naam van het bedrijf werd veranderd naar Atlas Comics.
Onder de naam Atlas Comics publiceerde Marvel een groot aantal strips die vooral een patroon volgden dat op dat moment populair was. Zo werden er eerst westernverhalen gepubliceerd, en later sciencefiction- en monsterverhalen. Ook deed Atlas een paar pogingen om de oude superhelden weer populair te maken.

### Jaren 60
De eerste strip die onder de naam Marvel Comics werd uitgebracht, was Amazing Adventures #3 uit augustus 1961. Onder de nieuwe naam ging Marvel net als DC Comics alles op alles zetten om superhelden comics weer populair te maken bij een groot publiek. Hiervoor werden een groot aantal nieuwe superhelden bedacht, beginnend met Spider-Man en Marvels eerste superheldenteam, de Fantastic Four. Tot 1969 bracht Marvel 831 stripboeken uit, waarvan het grootste gedeelte geschreven door Stan Lee.
De verhalen van Stan Lee en Jack Kirby waren de sleutel tot succes. Samen bedacht dit duo voor Marvel een groot aantal helden en antihelden, zoals de Hulk, Spider-Man, Thor, Ant-Man, Iron Man, de X-Men (het originele team bestaande uit Cyclops, Jean Grey, Beast, Angel en Iceman) en Daredevil.
De superheldenstrips van Marvel kwamen erom bekend te staan dat ze zich veel meer richten op de persoonlijkheden van de helden dan vorige strips. Dit was vooral het geval bij Spider-Man. In plaats van perfecte helden voerde Marvel meer helden met kleine gebreken op, die soms zelfs totaal niet leken op de traditionele helden.
In de herfst van 1968 verkocht Goodman Marvel Comics en zijn andere uitgeverijen aan de Perfect Film and Chemical Corporation. Goodman bleef wel uitgever.

### Jaren 70
In 1971 werd Marvel Comics benaderd door de United States Department of Health, Education, and Welfare met het verzoek een strip te maken waarin drugsmisbruik zou worden aangekaart. Stan Lee accepteerde deze opdracht, en schreef een driedelig Spider-Man verhaal rondom dit thema. Marvel weigerde dit verhaal aanvankelijk te publiceren, maar met Goodmans toestemming bracht Lee het verhaal toch uit in The Amazing Spider-Man #96-98 (mei-juli 1971).
Goodman ging in 1972 met pensioen, waarna Lee hem opvolgde als uitgever. Onder zijn toezicht ging Marvel Comics opnieuw aan het experimenteren met nieuwe verhalen en genres, zoals martial arts, (Shang-Chi: Master of Kung Fu), sword-and-sorcery (Conan the Barbarian, Red Sonja) en satire (Howard the Duck). In 1972 haalde Marvel zijn concurrent DC Comics in als marktleider in de stripwereld.
In 1973 werd Perfect Film and Chemical Corporation veranderd naar "Cadence Industries", en werd de Marvel-tak binnen dit bedrijf hernoemd naar "Marvel Comics Group". Goodman, die nu al zijn banden met Marvel had verbroken, richtte zelf een nieuw bedrijf op; Atlas/Seaboard Comics.
Midden jaren 70 werd Marvel slachtoffer van distributieproblemen. Enkele goed lopende series trokken steeds minder lezers. Marvel begon zich hierop meer te richten op de markten buiten de Verenigde Staten. Een van de eerste doelwitten was het Verenigd Koninkrijk. Voor de stripmarkt hier bedacht Marvel zelfs zijn eerste Britse superheld, Captain Britain.
In 1978 werd Jim Shooter Marvels hoofdredacteur. Hij voerde enkele grote wijzigingen door in het beleid van Marvel, onder andere om het feit dat tekenaars en schrijvers steeds hun deadlines misten aan te pakken.

### Jaren 80
In 1981 kocht Marvel de DePatie-Freleng Enterprises animatiestudio van Friz Freleng en David H. DePatie. Het bedrijf werd hernoemd tot Marvel Productions, en begon met het produceren van animatieseries en –films als G.I. Joe, Transformers, Jim Henson's Muppet Babies, en Dungeons & Dragons.
In 1986 werd Marvel verkocht aan New World Entertainment, die Marvel drie jaar later weer doorverkocht aan MacAndrews and Forbes.

### Jaren 90
Begin jaren 90 kwam Marvel met een volledig nieuwe stripreeks getiteld Marvel 2099, waarin verhalen werden uitgegeven van bekende personages in een verre toekomst.
In 1991 kwam Marvel met een ruilkaartspel getiteld Marvel Universe Cards. Datzelfde jaar ging Ronald Perelman, wiens bedrijf Marvel had gekocht, met Marvel naar de beurs. Als onderdeel van dit proces verkocht Marvel een deel van zijn producties aan Saban Entertainment.
In 1994 verkreeg Marvel stripboekdistributeur Heroes World. Ook op andere fronten maakt Marvel grote deals met andere bedrijven. Als gevolg hiervan bleef er naast Marvel nog maar een grote uitgever over in Noord-Amerika: Diamond Comic Distributors Inc.
De jaren 90 werden voor Marvel gekenmerkt door een reeks van initiatieven om de verkoopcijfers te vergroten, zoals variërende omslagen voor de strips, en cross-overs tussen meerdere striptitels. In 1996 kwam Marvel met de Onslaught-saga, waar bijna alle striptitels van dat moment bij betrokken waren.

### 2000 tot heden
In 2001 brak Marvel hun band met de Comics Code Authority en stelde zelf een systeem op waarmee kon worden bepaald voor welke leeftijdscategorie een verhaal geschikt was. De eerste strip van Marvel die niet door de Comics Code Authority werd beoordeeld was X-Force nr. 119 (oktober 2001).
Marvel kwam ook met een aantal nieuwe titels zoals MAX, een reeks met verhalen voor volwassen lezers, en Marvel Age, ontwikkeld voor jonge lezers. Ook begon Marvel met een project om een heel nieuw doelpubliek aan te spreken: Ultimate Marvel. Binnen dit project werden alle bekende personages vernieuwd, en begonnen hun verhalen weer van voor af aan zodat een nieuw publiek alles vanaf het begin kon volgen.
Stan Lee was rond deze tijd niet langer meer bij Marvel, maar bleef wel het gezicht van het bedrijf. In 2002 won hij een rechtszaak tegen Marvel voor zijn deel van de opbrengst van films en merchandise gebaseerd op zijn creaties.
In het nieuwe millennium kwamen steeds meer live-actionfilms uit gebaseerd op de strips van Marvel. Sommige hiervan, zoals Spider-Man en X-Men, groeiden uit tot de succesvolste filmreeksen ooit.
Op 31 augustus 2009 werd bekend dat The Walt Disney Company interesse had in het kopen van Marvel voor een bedrag van vier miljard dollar. Op 31 december 2009 keurde Marvel deze overname goed.
Op 12 november 2018 is de medeoprichter Stan Lee overleden.

## Hoofdredacteuren
- Joe Simon (1940-1941)
- Stan Lee (1941-1942)
- Vincent Fago (als waarnemend redacteur tijdens Lee's militaire dienst) (1942-1945)
- Stan Lee (1945-1972)
- Roy Thomas (1972-1974)
- Len Wein (1974-1975)
- Marv Wolfman (Zwart-wit tijdschriften 1974-1975, gehele reeks 1975-1976)
- Gerry Conway (1976)
- Archie Goodwin (1976-1978)
- Jim Shooter (1978-1987)
- Tom DeFalco (1987-1994)
- Bob Harras (1995-2000)
- Joe Quesada (2000-heden)

## Kantoren
Marvel heeft zijn hoofdkantoor in New York, in het McGraw-Hill Building aan 330 West 42nd Street. Het bedrijf werd opgericht in kantoor 1401 in het Empire State Building.

## Afdelingen
Marvel Comics is inmiddels opgesplitst in meerdere afzonderlijke afdelingen en titels:
- Icon Comics
- Marvel Adventures
- Marvel Knights
- Marvel Illustrated
- Marvel Noir
- MAX
- Soleil
- Ultimate Marvel

Voormalige titels zijn:
- Amalgam Comics
- Curtis Magazines
- Epic Comics
- Marvel 2099
- Marvel Absurd
- Marvel Age
- Malibu Comics
- Marvel Edge
- Marvel Mangaverse
- Marvel Music
- Marvel Next
- Marvel UK
- MC2
- Age of Heroes
- New Universe
- Paramount Comics
- Razorline
- Star Comics
- Tsunami

## Marvel Comics oorspronkelijk uitgegeven in het Nederlands
- The Avengers (De Wrekers 1-17, Classics 18-28, De Vergelders Pocket 1 en 2, Serie 1-10, Special 1-56)
- Captain Marvel (Kapitein Marvel 1-3, Classics 4, Marvel Strip 2)
- Cloak & Dagger (Cloak & Dagger 1-12, Omnibus 1 en 2)
- Daredevil (Durfal 1-17, Classics 18-29, Album 1-4, Daredevil Marvel Special 6 en 12, Marvel Superhelden 36-38 en 42)
- Defenders (De Verdedigers 1-56, Omnibus 1 en 2)
- Fantastic Four (Vier Verdedigers 1-46, Classics 47-81, Album 1-10, Fantastic Four Pocket 1 en 2, Album 1 en 2, Serie 1-36, special 1-57?)
- Hulk (Namor en Bonk 1-8, Rauwe Bonk 1-7, De Verbijsterende Hulk Pocket 1-8, Serie 1-39, Album 1-26, Special 1-32, Liefhebber 1-11, Marvel Special 17)
- Iron Man (IJzerman 1-3, Classics 4, Marvel Special 14, Marvel Superhelden 14, 16, 40, 50, 60 en 73)
- New Mutants (New Mutants 1-21, Marvel Superhelden 32, 43 en 47)
- She-Hulk (She Hulk 1-11)
- Spider-Man (Spinneman 1-47, Classics 48-81, Album 1-12, Spectaculaire Spiderman Pocket 1-17, Album 1-13, Special/Extra 0-20, Klassiek 1-11, Serie 1-196, Peter Parker 1-150, Web 1-110, Special 1-36?, Spider-man 1-100?, Avonturen 1, Maximum Carnage 1 en 2)
- Spider-Woman (Spider-Woman 1-19, Marvel Special 4, Marvel Superhelden 4)
- Thor (De Machtige Thor 1-4, Classics 5-16, Album 1-3, Marvel Special 1)
- Wolverine (Wolverine 1→)
- X-Men (X-Mannen 1-15, Classics 16-28, Serie 1-304, Special 1-36?, Jubileum-X, Avonturen 1-18)

De Hulk, de Fantastic Four, Spider-Man en de X-Mannen hebben allen omnibi van de serie.

## Uitgevers
De volgende uitgevers hebben werken van Marvel Comics gepubliceerd in het Nederlands:
- 1966-1976:[11] Classics Lektuur (19(Hip Comics/Classics 1-169, Durfal Classics 18-29 en Album 1-4, Kapitein Marvel Classics 4, Machtige Thor Classics 5-16 en Album 1-3, Spinneman Classics 48-81 en Album 1-12, De Vier Verdedigers Classics 47-81 en Album 1-10, De Wrekers Classics 18-28, X-Mannen Classics 16-28, IJzerman Classics 4, plus diverse andere albumseries)
- 1979-1983:[12] Oberon (pockets en albums)
- 1979-2007:[13] Juniorpress (overige + Marvel Superhelden 1-78, Special 1-18, Parade 1-6, Film Special, Strip 1-12, Limited Series 1-19, Geheime Oorlogen I en II, Infinity)
- 2007-2009: Z-Press junior media (had alle Marvelrechten van Juniorpress overgenomen)
- 2010-2011: Nona Arte[14]
- 2015-2017: Standaard Uitgeverij

## Marvelfilms en -series

### Films
Marvel heeft een aantal films uitgebracht, sommige niet altijd even succesvol, andere weer een kaskraker.

### Animatieseries
Verder produceert Marvel Entertainment een aantal animatieseries:
- X-Men: Evolution
- X-Men
- Wolverine and the X-Men
- The Incredible Hulk
- Fantastic Four (meerdere series)
- The Avengers: Earth's Mightiest Heroes
- The Avengers: United They Stand
- The Avengers: Age of Ultron
- Spider-Man (meerdere series)

### Overige series
In samenwerking met Netflix produceerde Marvel de series Jessica Jones, Daredevil, Luke Cage, Iron Fist, The Defenders en The Punisher.

In samenwerking met ABC produceerde Marvel de series Agent Carter en Agents of S.H.I.E.L.D.